# 大石将史
大石 将史（おおいし まさふみ、1981年1月27日 - ）は日本のスタントマン・アクションコーディネーター。アルファスタント所属。14歳から静岡県浜松市にあるGAC（ギャラクシーアクションクラブ）に所属しアクションを習う。地元の遊園地浜名湖パルパルにてキャラクターショーに出演。上京後はスカイシアターの出演や映画やTVなどでスタントマン・アクションコーディネーターとして活動。女性のスタントも多く、女型を得意とする。

## 関連作品

### 映画
- お姉チャンバラ 2008
- K-20 怪人二十面相・伝 2008年公開
- Ninja 2009年公開
- 静かなるドン新章 2009年公開
- スラッカーズ 傷だらけの友情 2009年公開
- ロボゲイシャ 2009年公開
- 劇場版喧嘩番長 〜全国制覇〜 2010年公開
- ガチンコ 疾走上等 2010年公開（アクション監督補）
- ガチンコ 喧嘩上等 2010年公開（アクション監督補）
- 鉄拳 ブラッド・ベンジェンス 2011年公開
- GANTZ PERFECT ANSWER 2011年公開(黒服・伍）
- ミロクローゼ 2012年公開（アクション監督補）
- バイオハザード ダムネーション 2012年公開
- るろうに剣心 2012年公開
- るろうに剣心 京都大火編 2014年公開
- るろうに剣心 伝説の最期編 2014年公開
- THE NEXT GENERATION -パトレイバー- 2014年公開
- MONSTERZ モンスターズ 2014年公開
- 忍ジャニ参上! 未来への戦い 2014年公開
- 寄生獣 2014年公開
- 小川町セレナーデ 2014年
- S -最後の警官- 奪還 RECOVERY OF OUR FUTURE 2015年公開
- 日本で一番悪い奴ら 2016年公開
- アイアムアヒーロー 2016年公開
- 闇金ウシジマくん Part3 2016年公開（アクションコーディネーター）
- 闇金ウシジマくん ザ・ファイナル 2016年公開（アクションコーディネーター）
- TOO YOUNG TO DIE! 若くして死ぬ 2016年公開
- バイオハザード: ヴェンデッタ 2017年公開
- RE:BORN 2017年公開
- 新宿スワンⅡ 2017年公開
- jam 2018年公開
- 曇天に笑う 2018年公開（スタントコーディネーター）
- 検察側の罪人 2018年公開（スタントコーディネーター）
- BACK STREET GIRLS -ゴクドルズ- 2019年公開（スタントコーディネーター）
- 映画刀剣乱舞-継承- 2019年公開
- キングダム 2019年公開
- 貴族降臨 -PRINCE OF LEGEND- 2020年公開
- ダンシング・マリー 2020年
- ザ・ファブル 殺さない殺し屋 2021年
- るろうに剣心 最終章 The Final 2021年
- るろうに剣心 最終章 The Beginning 2021年
- G.I.ジョー:漆黒のスネークアイズ 2021年

### TV
- MAGISTER NEGI MAGI 魔法先生ネギま!　テレビ東京 2007年
- キューティーハニー THE LIVE　テレビ東京 2007年
- 週刊真木よう子トラトラトラ　TX系列 2008年
- ロス:タイム:ライフ「ヒーローショー編」　CX系 2008年
- OLにっぽん　日本テレビ系列 2008年
- 新撰組PEACE MAKER（アクション監督補）2010年
- 大魔神カノン 2010年
- 妖怪人間ベム 2011年
- パワーレンジャー・サムライ 2011年 イエローレンジャー、レッドレンジャー（ローレン）役
- パワーレンジャー・スーパーサムライ イエローレンジャー役
- 戦国BASARA-MOONLIGHT PARTY- 2012年
- 安堂ロイド〜A.I. knows LOVE?〜 2013年
- 妻は、くノ一 2013年
- 妻は、くノ一〜最終章〜 2014年
- 死神くん 2014年
- パワーレンジャー・メガフォース 2013年
- パワーレンジャー・スーパーメガフォース スーパーメガフォースイエローレンジャー、ピンクライトスピードレンジャー役
- S -最後の警官- 2014年
- パワーレンジャー・ダイノチャージ 2015年
- パワーレンジャー・ダイノスーパーチャージ ２代目パープルレンジャー役
- パワーレンジャー・ニンジャスティール 2017年 ピンクレンジャー役
- パワーレンジャー・スーパーニンジャスティール ピンクレンジャー、レンジャーオペレーターシリーズシルバー役
- モブサイコ100 2018年（アクションコーディネーター）
- 精霊の守り人
- コードネームミラージュ 2017年
- パワーレンジャー・ビーストモーファーズ 2019年
- ボイス 110緊急指令室 2019年
- 貴族誕生 -PRINCE OF LEGEND- 2020年公開
- 今際の国のアリス （2020年、Netflix）
- パワーレンジャー・ダイノフューリー 2021年 グリーンレンジャー、ピンクレンジャー、ゴールドレンジャー、その他レンジャースタント、ヘンジマン役

### ゲーム
- 龍が如く3 2009年
- 龍が如く4 伝説を継ぐもの 2010年
- 龍が如く5 夢、叶えし者 2012年
- メタルギア ライジング リベンジェンス 2013年
- 龍が如く 維新! 2014年
- 龍が如く0 誓いの場所 2015年
- 龍が如く6 命の詩。 2016年
- 戦国BASARA 烈伝シリーズ 真田幸村伝 2016年
- 北斗が如く 2018年
- JUDGE EYES:死神の遺言 2018年
- 龍が如く7 光と闇の行方 2020年

### PV
- Gackt The Next Decade
- F's シネマ藤井フミヤ　PVクリップ
- DJ OZMA 極<KIWAMI>

他、多数